# Мбеле, Диосдадо
Диосдадо Мбеле Мба Манге (исп. Diosdado Mbele Mba Mangue; 8 апреля 1997, Малабо, Экваториальная Гвинея) — экваториальногвинейский футболист, защитник финского клуба «Каяани» и сборной Экваториальной Гвинеи.

## Клубная карьера
Диосдадо в 2012 году дебютировал в составе «Леонес Вегетарианос» в чемпионате Экваториальной Гвинеи.
В октябре 2015 года защитник заключил контракт с мальтийским «Хибернианс». 17 января 2016 года Мбеле дебютировал в новой команде. Спустя неделю, в матче чемпионата с Корми был удалён с поля за фол последней надежды, приведший к пенальти в ворота его команды.

## Карьера в сборной
5 июня 2013 года Диосдадо дебютировал в составе сборной Экваториальной Гвинеи в товарищеской встрече со сборной Того.
После объявления о переносе Кубка африканских наций 2015 из Марокко в Экваториальную Гвинею Мбеле был включён в заявку хозяев первенства. На турнире защитник принял участие в 2 матчах группового этапа, четвертьфинале. и полуфинале.